# Philippe de Cossie
Philippe de Cossie, ou Philippe d'Haïfa, mort vers 1269, est un chevalier croisé franc, probablement d'origine occitane, qui fut dans les États latins d'Orient chambellan du royaume de Jérusalem ainsi que seigneur de Cossie.
Il est le fils unique de Jean de Cossie, chambellan du royaume de Jérusalem et seigneur de Cossie, et de son épouse Isabelle de Mallenbec. En 1250, alors que son père est probablement encore vivant, il porte la charge de maréchal du royaume de Jérusalem.
À la mort de son père vers 1250, il lui succède comme seigneur de Cossie ainsi que comme chambellan du royaume de Jérusalem.
En 1269, il semble être également chambellan du royaume de Chypre.
Il se marie avec Isabelle l'Aleman, fille de Garnier l'Aleman, dit « le Jeune », et de son épouse Agnès de Terremonde, avec qui il a six enfants :
- Hugues de Cossie, cité dans les Lignages d'Outremer ;
- Jean de Cossie, cité dans les Lignages d'Outremer ;
- Frédéric de Cossie, cité dans les Lignages d'Outremer ;
- Georges de Cossie, cité dans les Lignages d'Outremer ;
- 3 filles, citées mais non nommées dans les Lignages d'Outremer, dont une morte jeune, une autre qui épouse Georges de Gloire et la dernière qui devient moniale.

La date de sa mort est inconnue mais survient vers 1269.